# Булон (река)
Булон (фр. Boulon) — река в Провансе на юге Франции в департаменте Воклюз, приток реки Кулон (Калавон) бассейна Роны. Площадь водосборного бассейна — 1028 км².

## География
Булон берёт начало от воклюзского карстового источника на территории Робьона. Высота истока — 390 м над уровнем моря. Впадает в Кулон, приток Дюранса, к востоку от Кавайона. Протяжённость реки — 3,4 км.

## Пересекаемые коммуны
Река протекает по территории трёх коммун:
- Робьон
- Кавайон
- Тайяд